# Sciomesa mesophaena
Sciomesa mesophaena är en fjärilsart som beskrevs av Aurivillius 1910. Sciomesa mesophaena ingår i släktet Sciomesa och familjen nattflyn. Inga underarter finns listade.